# Associazione Calcio Baracca Lugo 1949-1950
Questa voce raccoglie le informazioni riguardanti l'Associazione Calcio Baracca Lugo nelle competizioni ufficiali della stagione 1949-1950.

## Rosa
| N. |                   | Ruolo | Calciatore           |
| -- | ----------------- | ----- | -------------------- |
|    | Italia (bandiera) | C     | L. Andreoli          |
|    | Italia (bandiera) | P     | D. Campoli           |
|    | Italia (bandiera) | D     | Giancarlo Capucci    |
|    | Italia (bandiera) | C     | M. Ciani             |
|    | Italia (bandiera) | C     | I. Dalledonne        |
|    | Italia (bandiera) | P     | L. De Giovanni       |
|    | Italia (bandiera) | D     | Gian Carlo Folicaldi |
|    | Italia (bandiera) | A     | O. Lucchini          |

| N. |                   | Ruolo | Calciatore    |
| -- | ----------------- | ----- | ------------- |
|    | Italia (bandiera) | A     | D. Margotti   |
|    | Italia (bandiera) | A     | P. Melandri   |
|    | Italia (bandiera) | A     | R. Pasotti    |
|    | Italia (bandiera) | D     | L. Scacchi    |
|    | Italia (bandiera) | A     | L. Scannavini |
|    | Italia (bandiera) | A     | S. Spini      |
|    | Italia (bandiera) | A     | E. Venturi    |
|    | Italia (bandiera) | C     | C. Zauli      |